# エスポワールシチー
エスポワールシチー（欧字名:Espoir City、2005年4月22日 - ）は日本の競走馬である。ジャパンカップダート（2009年）、フェブラリーステークス（2010年）など、現役時代にGI級競走を合計で9度勝利した。
馬名の由来は、フランス語の「希望」に冠名。友駿ホースクラブ所有。

## 戦績

### 2008年（3歳）
3歳の3月に阪神で行われた芝の新馬戦に鞍上・佐藤哲三でデビューし、3着に終わる。以後も佐藤哲三は主戦としてレースにまたがる一方、小倉への遠征時も含め付きっ切りで調教を行うことになった。その後、芝の未勝利戦を4戦使われるが、2着を2回記録するものの勝ちきれずにいた。6戦目となった7月の小倉の未勝利戦を勝ち上がって未勝利を脱出したものの、昇級戦となった500万下では7着に敗れた。
これを機に陣営はダート路線を歩ませる。ダート初戦となった500万下を7馬身差で勝利。この時の勝ち時計1分42秒4は、オープン戦の阿蘇ステークスを勝ったダイナミックグロウの1分42秒2に次ぐ、この開催2番目の走破時計だった。続く1000万下を1馬身3/4、準オープンを5馬身差で快勝すると、初のオープン戦となったトパーズステークスは1番人気となり、レースではダイナミックグロウを1コーナーまでに制して先頭に立つとそのまま逃げ切って勝利した。その後ジャパンカップダートへ登録したが、賞金で除外となったため3歳時はダート戦無傷の4連勝でシーズンを終えた。

### 2009年（4歳）
短期放牧を挟んで4歳時の緒戦として初重賞となる平安ステークスへ出走。体つきに余裕を持たせ、多少太め残りで気持ちと体のマッチングが物足りない中、1番人気に支持された。レース前にはスピード一辺倒の馬にはしたくないと公言していたもののここでも逃げるレースをし、ハミが抜け切らなかったこともあってワンダースピードにクビ差交わされ2着に敗れ、ダート戦での連勝が4で止まった。
次走は初のGI挑戦となるフェブラリーステークスへ出走。休み明けを1回使われ、また右回りに微妙に乗りづらい部分があるとして、左回りの東京ということも好材料と陣営は判断していた。レースでは「せっかくのGIだし、力試しのつもりで行った」という佐藤哲三の判断でここも先手を奪うと、前半1000mを58秒8で逃げる。最後の直線で他馬に交わされたものの、粘ってサクセスブロッケンの4着に食い込んだ。
続くマーチステークスでは松岡正海が2008年11月の錦秋ステークス以来の騎乗となったが、他馬が逃げる中で3番手に控え、直線で抜け出し勝利。1番人気で初重賞制覇となった。鞍上の松岡も「乗っているだけだった」と馬をたたえた。

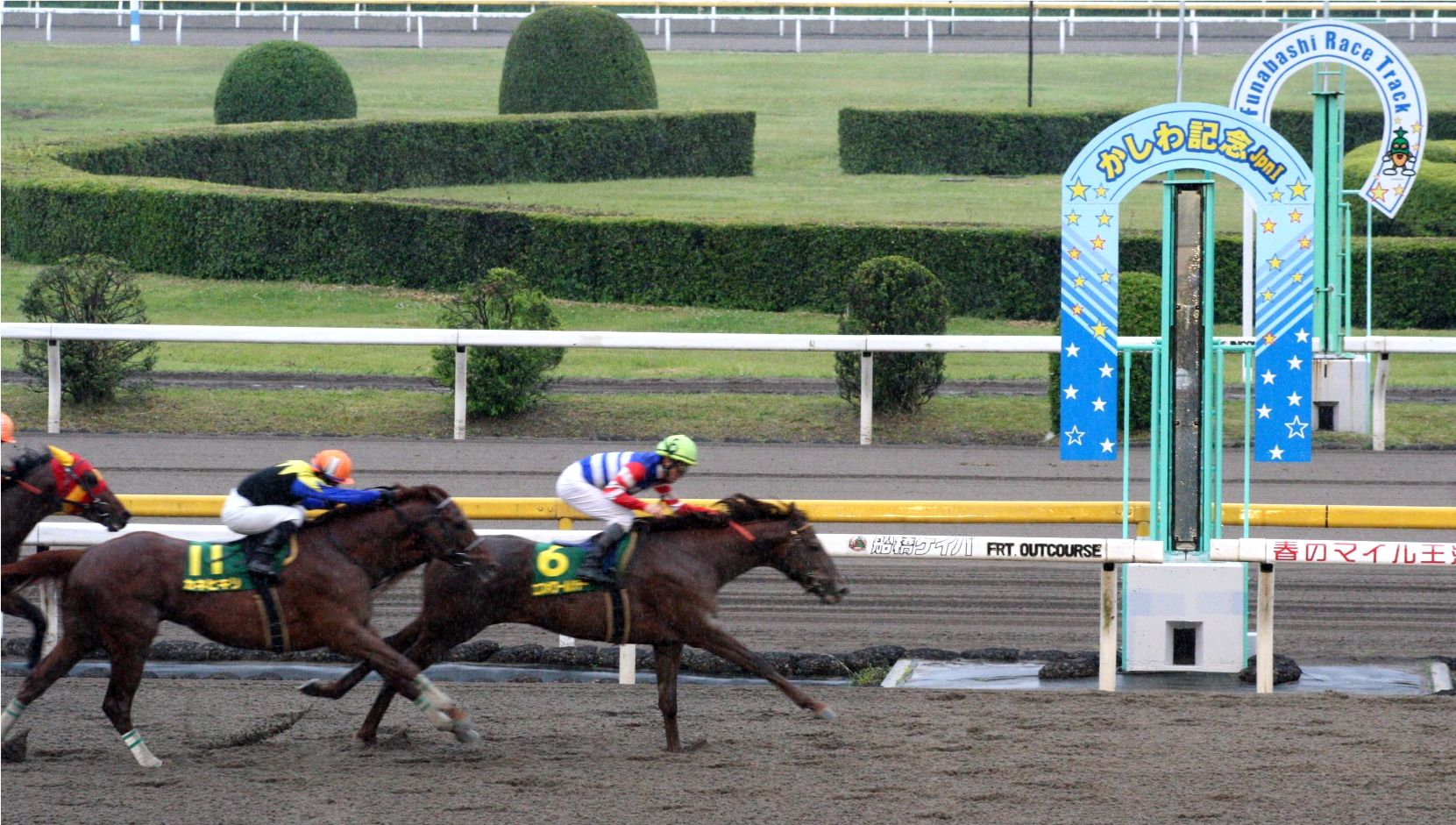
第21回かしわ記念

その後、アンタレスステークスに登録したものの、回避して初の地方遠征となるかしわ記念へ出走。ここではカネヒキリに次ぐ2番人気だったが、中団やや後方に控えてレースを進めると4角で3番手に進出して直線半ばでフェラーリピサを交わし、最後に追い詰めてきたカネヒキリを3/4馬身抑えて初のJpnI勝利となった。
帝王賞への出走プランもあったが、かしわ記念後は休養して秋緒戦はマイルチャンピオンシップ南部杯へ。ここでもサクセスブロッケンに次ぐ2番人気だったが、鞍上は無理にハナに行こうとしなかったもののスタート直後から先頭に立つと、直線でもそのまま押し切りサクセスブロッケンに4馬身差をつけて重賞3連勝を飾った。

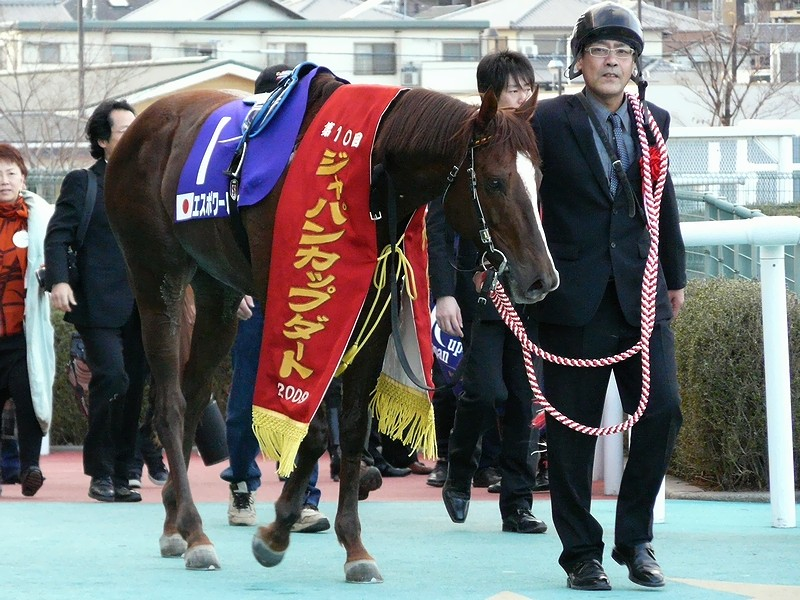
第10回ジャパンカップダート

南部杯をいい内容で勝ったことから、陣営は12月6日に行われる第10回ジャパンカップダートへ直行を決断。体が増えて丈夫になり心配事は全くなくなったと話す陣営だったが、希望していた大外枠ではなく最内1番枠となったことに、鞍上の佐藤哲三は最後の試練だと感じた。前日まで最内枠でのシミュレーションをしていた佐藤哲三はレース当日空いている時間に考えすぎないようゲームをして気を紛らわせた。本番では競りかけてきたティズウェイの動きを判断して、1コーナー過ぎで先頭に立つ。そのまま折り合いをつけて逃げると直線も他馬を突き放し、シルクメビウスに3馬身1/2をつけて勝利し、JRAGI競走初優勝を果たした。佐藤哲三と馬主の友駿ホースクラブは2004年宝塚記念のタップダンスシチー以来となるJRAGI勝利。ゴールドアリュール産駒はJRAGI初勝利、また4歳馬でジャパンカップダートを勝ったのも創設10回目で史上初となった。これらの活躍を評価され、同年度のJRA賞最優秀ダートホースに選出された。

### 2010年（5歳）
2010年、明け5歳の緒戦は第27回フェブラリーステークス。ローレルゲレイロ、リーチザクラウンといった芝の実績馬や、サクセスブロッケン、スーニ、テスタマッタなどというダート強豪が出走したことで注目を集めたレースで単勝1.7倍、同レース史上2位の単勝支持率47.9%の圧倒的1番人気に支持される。レースはハナを奪ったローレルゲレイロを2番手で追走すると、最後の直線で同馬を交わしてから一気に加速し、2着のテスタマッタに2馬身半差をつけて勝利し、前年秋からGI競走通算4連勝となった。

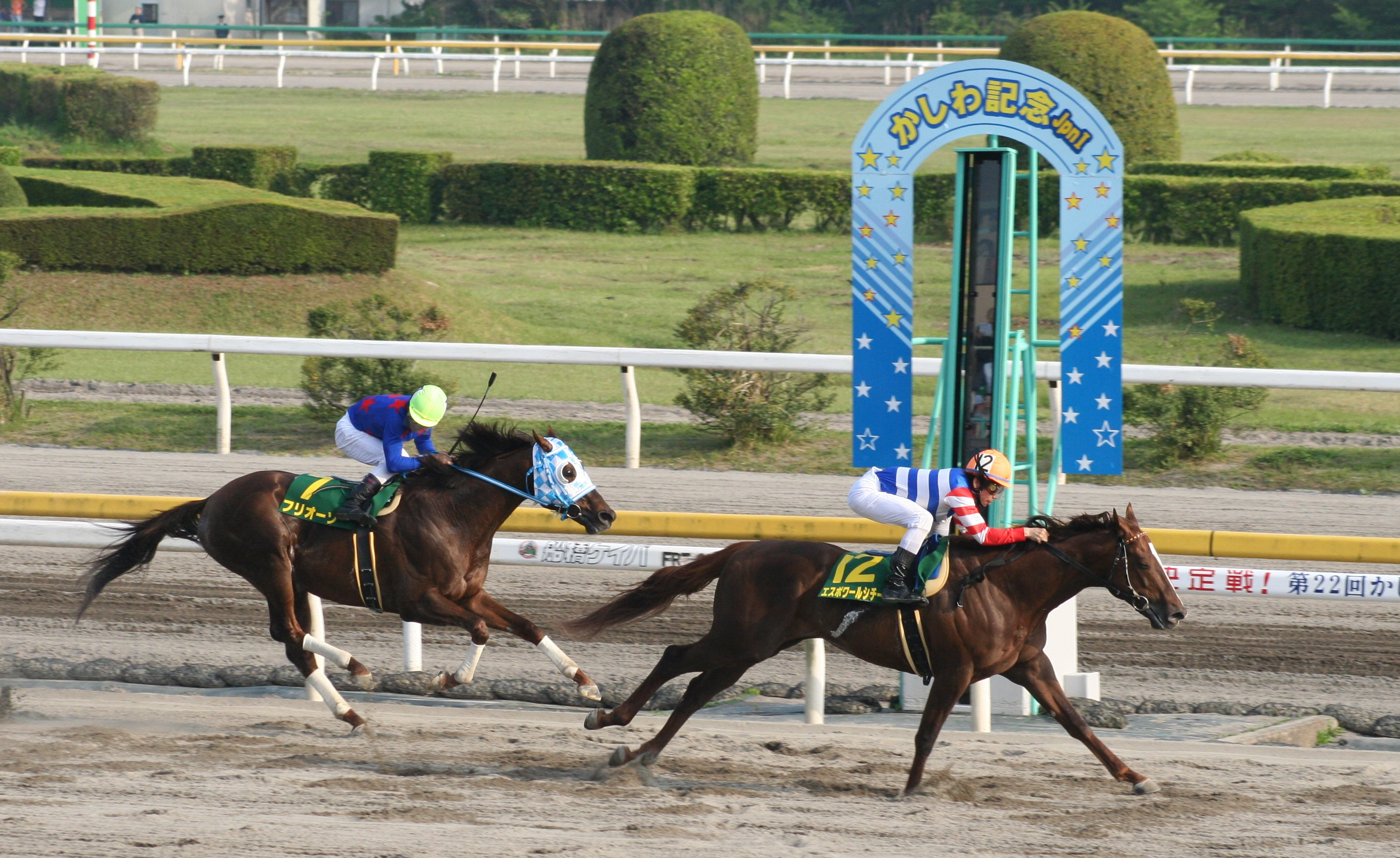
第22回かしわ記念

招待されていたドバイワールドカップへの参戦も期待されていたが、慣れない風土とオールウェザーコースを陣営が不安視したため、参戦を見送った。その後、連覇をかけて挑んだかしわ記念では道中3番手で追走し、最後の直線で先に抜け出したフリオーソをゴール前で差し切り、同競走初の連覇を飾ると共にダートGI5連勝を達成した。
かしわ記念の勝利後、ブリーダーズカップ・クラシックへの挑戦を表明。夏場の休養を経て、そのステップレースと位置づけられたマイルチャンピオンシップ南部杯では単勝1.0倍の圧倒的1番人気に推されるも、馬体重が511kgと過去最重量での出走となった。
レースではスタート直後先頭に立つが隣外枠のセレスハント、大外枠のオーロマイスターに先を譲り3番手から進める形となり、後の岩手競馬HPのメインレース結果によると「時計の速い今週の盛岡ではC級のマイル戦でもこれくらいのラップが出ている。GIのペースとしては明らかに遅い。」と指摘されるスローペースとなった。しかし残り800mとなると一気にペースは上がり、直線で同じゴールドアリュール産駒であるオーロマイスターに内から並びかけるも一瞬で突き放され、3馬身差の2着と連覇はならなかった。なお、3着には11番人気である高知所属のグランシュヴァリエが入り、3連単は南部杯レコードとなる131万2650円、3連複も7万円以上の配当がつくなど大波乱となった。レース後は出国に向けて12日に美浦トレーニングセンターに入厩し、18日に帯同馬のアルティストとともに成田を出発。翌19日にルイヴィル空港に到着し、すぐさまチャーチルダウンズ競馬場の検疫厩舎に入った。そして、迎えた本番では4コーナーではいったん先頭に出て見せ場を作るも馬群に沈み10着に大敗した。ジャパンカップダートと東京大賞典を回避しシーズンを終え、2年連続でJRA賞最優秀ダートホースを受賞した。

### 2011年（6歳）

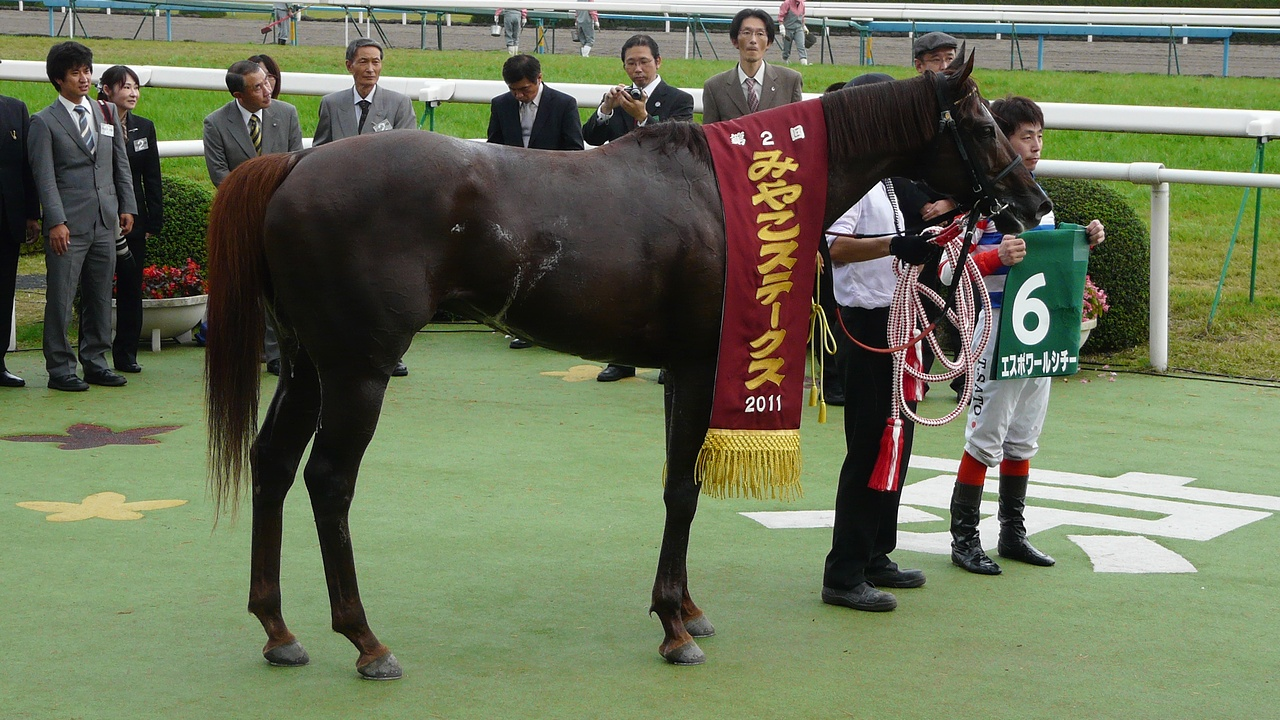
みやこS

2011年、明け6歳緒戦の名古屋大賞典に単勝1.1倍の圧倒的1番人気で出走。2番手追走から早めに抜け出しワンダーアキュート、ダイショウジェット、さらには12連勝中だったヒシウォーシイ（名古屋）の追撃を抑えて1分58秒4の名古屋競馬場ダート1900mコースレコード勝利となった。かしわ記念ではスタートで出遅れ道中5番手で追走し、直線で追い上げたが3着。帝王賞では3番手で追走するが逃げるスマートファルコンに9馬身差をつけられ2着。夏の休養を挟み、秋初戦のマイルチャンピオンシップ南部杯では主戦の佐藤哲三が前週に落馬負傷したため松岡正海に乗り替わりとなり、先行してレースを引っ張り直線で突き放しにかかったがトランセンド、ダノンカモン、シルクフォーチュンにかわされ4着。みやこステークスでは逃げるトウショウフリークをマークして2番手を追走すると、直線で早めに抜け出して後続を突き放し3馬身半差をつけて圧勝した。ジャパンカップダートでは逃げるトランセンドを2番手でマークするが直線で突き放され内から追い上げたワンダーアキュートにかわされ3着に終わった。

### 2012年（7歳）
2012年、明け7歳緒戦の平安ステークスでは道中3番手で追走するが直線でヒラボクキングをとらえられず2着に敗れた。フェブラリーステークス直前になり、主戦の佐藤哲三が落馬負傷したため、武豊と新たにコンビを組むこととなった。フェブラリーステークスでは道中5番手で追走し、直線半ばで馬群から抜け出したものの5着に敗れた。かしわ記念は騎手が佐藤に戻り、2番手追走から4コーナーで先頭に立つとフリオーソに2馬身半差をつけ勝利した。帝王賞では道中2番手で追走するが、直線でゴルトブリッツにかわされ2着。エルムステークスは好位追走から直線でローマンレジェンドとの叩き合いとなるがクビ差の2着。マイルチャンピオンシップ南部杯では4コーナーで先頭に立つとそのまま押し切り優勝した。ジャパンカップダートは10着、東京大賞典はスタートで躓き5着に敗れた。

### 2013年（8歳）

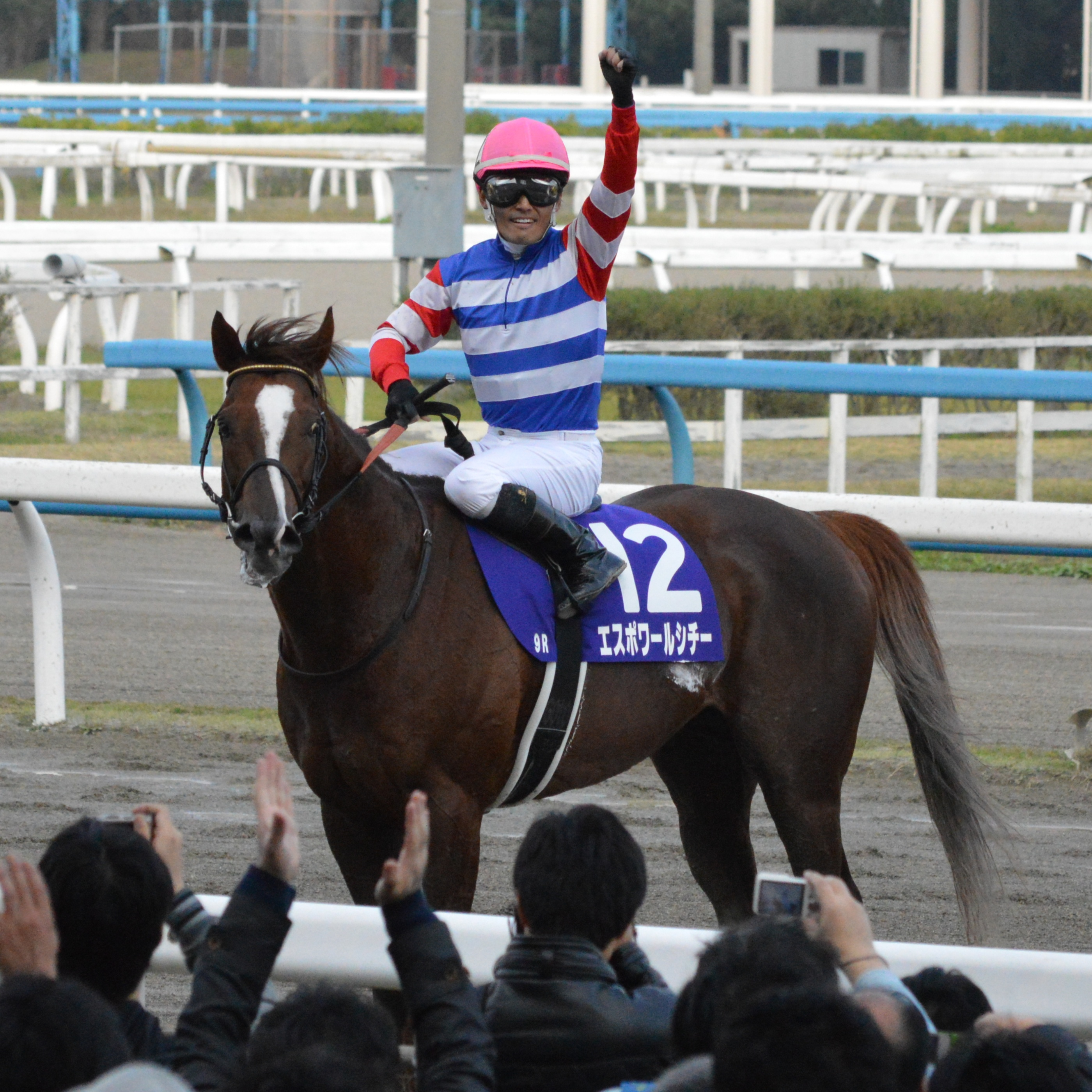
JBCスプリント

2013年はフェブラリーステークスから始動し、競走中に鼻出血を発症しながら2着。かしわ記念では逃げたがホッコータルマエにかわされて2着。約5ヶ月の間隔を空けてマイルチャンピオンシップ南部杯へ出走、逃げ切りで勝利を収め、史上4頭目の南部杯連覇を成し遂げた。本馬に初めて騎乗した後藤浩輝は落馬負傷後約1年ぶりに復帰した後GI初制覇となった。JBCスプリントでは道中3番手から4コーナーで先頭に立ちそのまま優勝、GI競走・JpnI競走合計で9勝目を挙げた。続くジャパンカップダート7着を最後に現役を引退した。引退後は優駿スタリオンステーションで種牡馬となる。

## 競走成績
| 競走日     | 競馬場             | 競走名          | 格       | 頭数 | オッズ （人気） | オッズ （人気） | 着順 | 騎手     | 斤量 ［kg］ | 距離（馬場）  | タイム （上り3F） | 着差 | 1着馬/（2着馬）        |
| ---------- | ------------------ | --------------- | -------- | ---- | --------------- | --------------- | ---- | -------- | ----------- | ------------- | ----------------- | ---- | ---------------------- |
| 2008.03.09 | 阪神               | 3歳新馬         |          | 16   | 02.3            | （1人）         | 03着 | 佐藤哲三 | 56          | 芝1600m（良） | 1:37.9 (35.6)     | -0.3 | アグネスミヌエット     |
| 0000.03.29 | 阪神               | 3歳未勝利       |          | 18   | 04.1            | （1人）         | 02着 | 佐藤哲三 | 56          | 芝1400m（良） | 1:23.0 (35.4)     | -0.0 | ブラストオフ           |
| 0000.04.20 | 福島               | 3歳未勝利       |          | 16   | 01.8            | （1人）         | 05着 | 中舘英二 | 56          | 芝1800m（不） | 1:54.7 (40.9)     | -0.6 | サザンジェネラル       |
| 0000.05.03 | 京都               | 3歳未勝利       |          | 14   | 03.1            | （2人）         | 06着 | 佐藤哲三 | 56          | 芝1600m（良） | 1:35.6 (36.1)     | -0.6 | タガノエルシコ         |
| 0000.06.21 | 阪神               | 3歳未勝利       |          | 17   | 09.7            | （4人）         | 02着 | 佐藤哲三 | 56          | 芝1400m（稍） | 1:22.7 (35.7)     | -0.4 | タマモナイスプレイ     |
| 0000.07.20 | 小倉               | 3歳未勝利       |          | 18   | 01.5            | （1人）         | 01着 | 佐藤哲三 | 56          | 芝1200m（良） | 1:08.5 (35.2)     | -0.0 | （ダノンパース）       |
| 0000.08.10 | 小倉               | 秋吉台特別      | 500万下  | 18   | 07.2            | （3人）         | 07着 | 佐藤哲三 | 54          | 芝1200m（良） | 1:09.2 (35.6)     | -0.5 | フィクシアス           |
| 0000.08.30 | 小倉               | 3歳上500万下    |          | 16   | 08.5            | （4人）         | 01着 | 角田晃一 | 54          | ダ1700m（稍） | 1:42.4 (36.4)     | -1.1 | （プロフェッショナル） |
| 0000.09.27 | 阪神               | 西脇特別        | 1000万下 | 15   | 02.4            | （2人）         | 01着 | 佐藤哲三 | 54          | ダ1800m（良） | 1:51.6 (36.5)     | -0.3 | （クリーン）           |
| 0000.11.02 | 東京               | 錦秋S           | 1600万下 | 16   | 02.6            | （1人）         | 01着 | 松岡正海 | 55          | ダ1600m（良） | 1:35.3 (36.1)     | -0.8 | （エプソムアーロン）   |
| 0000.11.24 | 京都               | トパーズS       | OP       | 16   | 01.7            | （1人）         | 01着 | 佐藤哲三 | 55          | ダ1800m（稍） | 1:50.8 (37.8)     | -0.3 | （ダークメッセージ）   |
| 2009.01.25 | 京都               | 平安S           | GIII     | 16   | 01.9            | （1人）         | 02着 | 佐藤哲三 | 55          | ダ1800m（稍） | 1:50.4 (36.0)     | -0.0 | ワンダースピード       |
| 0000.02.22 | 東京               | フェブラリーS   | GI       | 16   | 09.4            | （5人）         | 04着 | 佐藤哲三 | 57          | ダ1600m（稍） | 1:34.8 (36.0)     | -0.2 | サクセスブロッケン     |
| 0000.03.29 | 中山               | マーチS         | GIII     | 16   | 02.6            | （1人）         | 01着 | 松岡正海 | 57.5        | ダ1800m（良） | 1:51.9 (37.3)     | -0.2 | （ダイショウジェット） |
| 0000.05.05 | 船橋               | かしわ記念      | JpnI     | 13   | 03.2            | （2人）         | 01着 | 佐藤哲三 | 57          | ダ1600m（重） | 1:35.9 (35.7)     | -0.1 | （カネヒキリ）         |
| 0000.10.12 | 盛岡               | マイルCS南部杯  | JpnI     | 15   | 01.9            | （2人）         | 01着 | 佐藤哲三 | 57          | ダ1600m（良） | 01:35.4（計不）   | -0.7 | （サクセスブロッケン） |
| 0000.12.06 | 阪神               | ジャパンCダート | GI       | 16   | 03.1            | （1人）         | 01着 | 佐藤哲三 | 57          | ダ1800m（良） | 1:49.9 (37.1)     | -0.6 | （シルクメビウス）     |
| 2010.02.21 | 東京               | フェブラリーS   | GI       | 15   | 01.7            | （1人）         | 01着 | 佐藤哲三 | 57          | ダ1600m（良） | 1:34.9 (35.6)     | -0.4 | （テスタマッタ）       |
| 0000.05.05 | 船橋               | かしわ記念      | JpnI     | 14   | 01.1            | （1人）         | 01着 | 佐藤哲三 | 57          | ダ1600m（良） | 1:36.8 (36.1)     | -0.2 | （フリオーソ）         |
| 0000.10.11 | 盛岡               | マイルCS南部杯  | JpnI     | 12   | 01.0            | （1人）         | 02着 | 佐藤哲三 | 57          | ダ1600m（稍） | 1:35.3 (35.1)     | -0.5 | オーロマイスター       |
| 0000.11.06 | チャーチルダウンズ | BCクラシック    | G1       | 11   |                 | （8人）         | 10着 | 佐藤哲三 | 57          | ダ2000m（良） | 計測不能          |      | Blame                  |
| 2011.03.21 | 名古屋             | 名古屋大賞典    | JpnIII   | 12   | 01.1            | （1人）         | 01着 | 佐藤哲三 | 59          | ダ1900m（不） | R1:58.4 (38.0)    | -0.4 | （ワンダーアキュート） |
| 0000.05.05 | 船橋               | かしわ記念      | JpnI     | 13   | 01.4            | （1人）         | 03着 | 佐藤哲三 | 57          | ダ1600m（稍） | 1:38.6 (37.7)     | -0.4 | フリオーソ             |
| 0000.06.29 | 大井               | 帝王賞          | JpnI     | 11   | 03.2            | （2人）         | 02着 | 佐藤哲三 | 57          | ダ2000m（良） | 2:02.9 (37.6)     | -1.8 | スマートファルコン     |
| 0000.10.10 | 東京               | マイルCS南部杯  | JpnI     | 15   | 06.3            | （2人）         | 04着 | 松岡正海 | 57          | ダ1600m（良） | 1:35.1 (37.3)     | -0.3 | トランセンド           |
| 0000.11.06 | 阪神               | みやこS         | GIII     | 16   | 01.6            | （1人）         | 01着 | 佐藤哲三 | 58          | ダ1800m（稍） | 1:48.4 (36.7)     | -0.6 | （トウショウフリーク） |
| 0000.12.04 | 阪神               | ジャパンCダート | GI       | 16   | 02.8            | （2人）         | 03着 | 佐藤哲三 | 57          | ダ1800m（良） | 1:50.9 (37.6)     | -0.3 | トランセンド           |
| 2012.01.22 | 京都               | 平安S           | GIII     | 16   | 01.3            | （1人）         | 02着 | 佐藤哲三 | 58          | ダ1800m（不） | 1:48.3 (36.1)     | -0.2 | ヒラボクキング         |
| 0000.02.19 | 東京               | フェブラリーS   | GI       | 16   | 07.8            | （3人）         | 05着 | 武豊     | 57          | ダ1600m（良） | 1:36.0 (36.8)     | -0.6 | テスタマッタ           |
| 0000.05.02 | 船橋               | かしわ記念      | JpnI     | 13   | 03.6            | （3人）         | 01着 | 佐藤哲三 | 57          | ダ1600m（重） | 1:36.5 (36.8)     | -0.5 | （フリオーソ）         |
| 0000.06.27 | 大井               | 帝王賞          | JpnI     | 13   | 02.6            | （1人）         | 02着 | 佐藤哲三 | 57          | ダ2000m（良） | 2:03.7 (37.1)     | -0.7 | ゴルトブリッツ         |
| 0000.08.25 | 札幌               | エルムS         | GIII     | 11   | 03.8            | （2人）         | 02着 | 佐藤哲三 | 59          | ダ1700m（良） | 1:42.2 (36.2)     | -0.0 | ローマンレジェンド     |
| 0000.10.08 | 盛岡               | マイルCS南部杯  | JpnI     | 13   | 01.1            | （1人）         | 01着 | 佐藤哲三 | 57          | ダ1600m（良） | 1:35.9 (35.5)     | -0.5 | （ダイショウジェット） |
| 0000.12.02 | 阪神               | ジャパンCダート | GI       | 16   | 06.0            | （2人）         | 10着 | 武豊     | 57          | ダ1800m（良） | 1:50.4 (38.0)     | -1.6 | ニホンピロアワーズ     |
| 0000.12.29 | 大井               | 東京大賞典      | GI       | 12   | 10.5            | （4人）         | 05着 | 松岡正海 | 57          | ダ2000m（重） | 2:07.6 (39.6)     | -1.7 | ローマンレジェンド     |
| 2013.02.17 | 東京               | フェブラリーS   | GI       | 16   | 26.3            | （9人）         | 02着 | 松岡正海 | 57          | ダ1600m（良） | 1:35.2 (36.5)     | -0.1 | グレープブランデー     |
| 0000.05.06 | 船橋               | かしわ記念      | JpnI     | 11   | 04.1            | （3人）         | 02着 | 浜中俊   | 57          | ダ1600m（良） | 1:38.1 (37.9)     | -0.3 | ホッコータルマエ       |
| 0000.10.14 | 盛岡               | マイルCS南部杯  | JpnI     | 13   | 04.5            | （2人）         | 01着 | 後藤浩輝 | 57          | ダ1600m（良） | 1:35.1 (35.1)     | -0.2 | （ホッコータルマエ）   |
| 0000.11.04 | 金沢               | JBCスプリント   | JpnI     | 12   | 01.7            | （1人）         | 01着 | 後藤浩輝 | 57          | ダ1400m（不） | 1:27.1 (37.5)     | -0.3 | （ドリームバレンチノ） |
| 0000.12.01 | 阪神               | ジャパンCダート | GI       | 16   | 10.1            | （4人）         | 07着 | 後藤浩輝 | 57          | ダ1800m（良） | 1:51.4 (37.6)     | -0.3 | ベルシャザール         |

## 種牡馬時代
2014年から種牡馬生活を開始。初年度は100頭を超える種付け数を集め、91頭・68頭と推移。2017年から産駒がデビュー。父と同じくダート適性が高い馬が多く、産駒の多くが地方競馬で使われている。5月のアタックChでヤマノファイトが勝利して産駒初勝利。7月の新馬戦でマイネルオスカルが勝利してJRA初勝利。9月のイノセントカップをヤマノファイトが優勝して産駒重賞初勝利。同月のジュニアグランプリをモリノラスボスが優勝。2017年の地方に於けるファーストシーズンリーディングサイアーを獲得した。2019年にはヴァケーションが全日本2歳優駿に優勝し、産駒の交流重賞初制覇と共にJpnI初制覇となった。2022年度には獲得賞金を9億2068万円とし、2015年から7年連続地方競馬リーディングサイアーのサウスヴィグラスを抑えて初の地方競馬リーディングサイアーに輝いた。

### 主な産駒
太字はGI級競走、*は地方重賞を示す

#### グレード制重賞優勝馬
- 2017年産
  - ヴァケーション（2019年*平和賞、全日本2歳優駿、2020年*秋の鞍、2022年*シアンモア記念、2023年*一条記念みちのく大賞典）[48]
  - ケイアイドリー（2023年北海道スプリントカップ）[49]
  - スマイルウィ（2022年*京成盃グランドマイラーズ、*サンタアニタトロフィー、*ゴールドカップ、2023年*スパーキングサマーカップ、*ゴールドカップ、2023年・2024年*マイルグランプリ連覇、2024年テレ玉杯オーバルスプリント）[50]
- 2018年産
  - イグナイター（2022年*楠賞、黒船賞、かきつばた記念、2022年・2023年*黒潮スプリンターズカップ連覇、2023年さきたま杯、*園田チャレンジカップ、JBCスプリント、2025年*兵庫大賞典）[51]
- 2019年産
  - ペイシャエス（2022年ユニコーンステークス、名古屋グランプリ、2024年エルムステークス）[52]

#### 地方重賞優勝馬
- 2015年産
  - ヤマノファイト（2017年イノセントカップ、サンライズカップ、2018年ニューイヤーカップ、京浜盃、羽田盃、2019年報知オールスターカップ）[53]
  - モリノラスボス（2017年ジュニアグランプリ）[54]
  - シオジスター（2017年金沢プリンセスカップ）[55]
  - コーナスフロリダ（2017年園田ジュニアカップ、2018年兵庫ダービー、西日本ダービー）[56]
  - エターナルモール（2018年ユングフラウ賞）[57]
- 2016年産
  - ホールドユアハンド（2019年クラウンカップ）[58]
  - ジョウラン（2019年エトワール賞）[59]
  - ゴールドリング（2019年若草賞、東海クイーンカップ）[60]
- 2017年産
  - インペリシャブル（2019年鎌倉記念、2020年黒潮盃、2022年兵庫ウインターカップ、東海桜花賞）[61]
- 2018年産
  - パールプレミア（2021年若草賞、2023年兵庫ウインターカップ、サマーカップ）[62]
- 2019年産
  - バウチェイサー（2022年ゴールドジュニア、兵庫ユースカップ、兵庫ダービー）
  - アップテンペスト（2022年梅桜賞、スプリングカップ、やまびこ賞）
  - フレールフィーユ（2022年クラウンカップ）
  - クリノメガミエース（2022年ぎふ清流カップ）
  - エスポワールガイ（2022年黒潮盃）
  - アイウォール（2023年川崎マイラーズ）[63]
- 2020年産
  - ショウガタップリ（2022年金沢プリンセスカップ、金沢シンデレラカップ、金沢ヤングチャンピオン、2023年ノトキリシマ賞、石川ダービー、加賀友禅賞、西日本ダービー）[64]
  - イケノシイチャン（2022年フォーマルハウト賞）
  - サラキャサリン（2023年兵庫クイーンセレクション、若草賞）
  - フジコチャン（2023年優駿スプリント）[65]
  - ヒメツルイチモンジ（2025年ブルーリボンマイル、読売レディス杯）
- 2021年産
  - ネッサローズ（2024年兼六園スプリント）

### 母父としての主な産駒
- 2022年産
  - フリーダム（2025年留守杯日高賞）

## 血統表
| エスポワールシチーの血統        | エスポワールシチーの血統                             | エスポワールシチーの血統              | （血統表の出典）       | （血統表の出典） |
| 父系                            | サンデーサイレンス系                                 | サンデーサイレンス系                  | サンデーサイレンス系   | [ § 2 ]          |
| 父 ゴールドアリュール 1999 栗毛 | 父の父*サンデーサイレンス Sunday Silence 1986 青鹿毛 | Halo                                  | Hail to Reason         | Hail to Reason   |
| 父 ゴールドアリュール 1999 栗毛 | 父の父*サンデーサイレンス Sunday Silence 1986 青鹿毛 | Halo                                  | Cosmah                 |                  |
| 父 ゴールドアリュール 1999 栗毛 | 父の父*サンデーサイレンス Sunday Silence 1986 青鹿毛 | Wishing Well                          | Understanding          | Understanding    |
| 父 ゴールドアリュール 1999 栗毛 | 父の父*サンデーサイレンス Sunday Silence 1986 青鹿毛 | Wishing Well                          | Mountain Flower        |                  |
| 父 ゴールドアリュール 1999 栗毛 | 父の母*ニキーヤ Nikiya 1993 鹿毛                     | Nureyev                               | Northern Dancer        | Northern Dancer  |
| 父 ゴールドアリュール 1999 栗毛 | 父の母*ニキーヤ Nikiya 1993 鹿毛                     | Nureyev                               | Special                |                  |
| 父 ゴールドアリュール 1999 栗毛 | 父の母*ニキーヤ Nikiya 1993 鹿毛                     | Reluctant Guest                       | Hostage                | Hostage          |
| 父 ゴールドアリュール 1999 栗毛 | 父の母*ニキーヤ Nikiya 1993 鹿毛                     | Reluctant Guest                       | Vaguely Royal          |                  |
| 母 エミネントシチー 1998 鹿毛   | 母の父*ブライアンズタイム Brian's Time 1985 黒鹿毛   | Roberto                               | Hail to Reason         | Hail to Reason   |
| 母 エミネントシチー 1998 鹿毛   | 母の父*ブライアンズタイム Brian's Time 1985 黒鹿毛   | Roberto                               | Bramalea               |                  |
| 母 エミネントシチー 1998 鹿毛   | 母の父*ブライアンズタイム Brian's Time 1985 黒鹿毛   | Kelley's Day                          | Graustark              | Graustark        |
| 母 エミネントシチー 1998 鹿毛   | 母の父*ブライアンズタイム Brian's Time 1985 黒鹿毛   | Kelley's Day                          | Golden Trail           |                  |
| 母 エミネントシチー 1998 鹿毛   | 母の母ヘップバーンシチー 1990 鹿毛                   | *ブレイヴェストローマン Bravest Roman | Never Bend             | Never Bend       |
| 母 エミネントシチー 1998 鹿毛   | 母の母ヘップバーンシチー 1990 鹿毛                   | *ブレイヴェストローマン Bravest Roman | Roman Song             |                  |
| 母 エミネントシチー 1998 鹿毛   | 母の母ヘップバーンシチー 1990 鹿毛                   | コンパルシチー                        | *トラフィック          | *トラフィック    |
| 母 エミネントシチー 1998 鹿毛   | 母の母ヘップバーンシチー 1990 鹿毛                   | コンパルシチー                        | リンネス               |                  |
| 母系(F-No.)                     | チップトップ系(FN:4-m)                               | チップトップ系(FN:4-m)                | チップトップ系(FN:4-m) | [ § 3 ]          |
| 5代内の近親交配                 | Hail to Reason 4×4                                   | Hail to Reason 4×4                    | Hail to Reason 4×4     | [ § 4 ]          |
| 出典                            | 1. 2. 3. 4.                                          | 1. 2. 3. 4.                           | 1. 2. 3. 4.            | 1. 2. 3. 4.      |

### 主な近親
- 母エミネントシチーは初仔である本馬が難産だったことにより、母胎を痛め獣医から繁殖活動が禁止されていたが、2009年に獣医の許可が下り、繁殖牝馬としての活動を再開[69]。生産者の幾千世牧場によると、この間にエミネントシチーは友駿ホースクラブの強い意向で処分（と殺）される予定だったが、生産者がスカーレット乗馬クラブ所有の乗用馬として密かに数年間管理し、エスポワールシチーの活躍後に「実は残していました」とクラブ側に告白したという[70]。復帰初年度となった2009年は本馬と同じくゴールドアリュールが交配され受胎[69]。翌2010年4月28日に牡馬を出産[71]。この馬は生後すぐに夭折したが、翌年生まれた全弟のプレジールシチーが中央で3勝をあげている。
- 祖母ヘップバーンシチーの半兄にリンカーンシチー（父カジュン、クリスタルカップ）がいる。
- 3代母コンパルシチーの半妹イタリアンシチー（父テスコボーイ）の産駒にはゴールドシチー（阪神3歳ステークス、皐月賞2着、菊花賞2着）、クラウンシチー（京王杯オータムハンデキャップ）がいる。
- 6代母ヒロイチは1955年の優駿牝馬を制している。